# Dwight Lodeweges
Dwight Lodeweges (nacido el 26 de octubre de 1957) es un exfutbolista neerlandés que se desempeñaba como defensa y entrenador. 
Dirigió en equipos como el PEC Zwolle, FC Groningen, PSV Eindhoven, NEC Nimega, FC Edmonton, JEF United Chiba, Cambuur Leeuwarden y Sportclub Heerenveen.

## Clubes

### Como futbolista
| Club               | País           | Año         |
| ------------------ | -------------- | ----------- |
| Go Ahead Eagles    | Países Bajos   | 1975 - 1979 |
| Edmonton Drillers  | Canadá         | 1979 - 1982 |
| Go Ahead Eagles    | Países Bajos   | 1982 - 1983 |
| Montreal Manic     | Canadá         | 1983        |
| Minnesota Strikers | Estados Unidos | 1984 - 1988 |
| Go Ahead Eagles    | Países Bajos   | 1988 - 1989 |
| Go Ahead Eagles    | Países Bajos   | 1990 - 1992 |

### Como entrenador
| Club                                    | País         | Año         |
| --------------------------------------- | ------------ | ----------- |
| VVOG                                    | Países Bajos | 1995 - 1998 |
| PEC Zwolle                              | Países Bajos | 1998 - 2001 |
| FC Groningen                            | Países Bajos | 2001        |
| PSV Eindhoven                           | Países Bajos | 2009        |
| NEC Nimega                              | Países Bajos | 2009        |
| FC Edmonton                             | Canadá       | 2010        |
| JEF United Chiba                        | Japón        | 2011        |
| Cambuur Leeuwarden                      | Países Bajos | 2013 - 2014 |
| Sportclub Heerenveen                    | Países Bajos | 2014 - 2015 |
| Selección de fútbol de los Países Bajos | Países Bajos | 2020 - 2020 |